# Pahora taranaki
Pahora taranaki är en spindelart som beskrevs av Forster 1990. Pahora taranaki ingår i släktet Pahora och familjen Synotaxidae. Inga underarter finns listade i Catalogue of Life.